# John Keegan
Pour les articles homonymes, voir Keegan.
John Keegan, né le 15 mai 1934 à Clapham (Londres) et mort le 2 août 2012 dans l'East Devon, est un historien militaire et journaliste britannique. 
Il a publié de très nombreux ouvrages sur les conflits militaires du XIVe au XXIe siècle dans les domaines aussi variés que la guerre terrestre, maritime, aérienne ou du renseignement mais aussi sur la psychologie des conflits. Ses travaux sur les batailles ont fortement marqué l'histoire militaire.

## Biographie
Catholique d'origine irlandaise, il fait des études d'histoire à l'université d'Oxford et se spécialise dans le domaine militaire.
Il a été maître de conférences de 1960 à 1986 à l'Académie royale militaire de Sandhurst et professeur invité à l'université de Princeton. À partir de 1986, il devient correspondant de guerre du Daily Telegraph et en 1998 participa au Reith Lectures (en) sur la BBC.
Il fut fait officier de l'ordre de l'Empire britannique en 1991 puis chevalier en 2000 par la reine Élisabeth II.